# 韋爾斯座堂
韋爾斯座堂（英語：Wells Cathedral）是英國的一座教堂，位於英格蘭索美塞特郡韋爾斯。教堂奉獻給聖安得烈。韋爾斯座堂也是巴斯和韋爾斯大主教的座堂。韋爾斯座堂建設於1175年至1490年期間，因其美麗的外觀而被評為英格蘭最美麗和最具詩意的教堂之一。